# Árachthos Potamós
Árachthos Potamós (Arachthos River) är ett vattendrag i Grekland. Det ligger i den centrala delen av landet, 260 km väster om huvudstaden Aten.